# Eugène Gérardin
Eugène Gérardin (Justine-Herbigny, 1827 – Francia, dopo il 1879) è stato un operaio e attivista francese.
Fu una personalità della Comune di Parigi.

## Biografia
Imbianchino, nel 1867 divenne uno dei quindici dirigenti della sezione parigina della Prima Internazionale, che per questo motivo furono condannati, nel febbraio 1868, a un'ammenda dalla magistratura del Secondo Impero.
Durante l'assedio di Parigi, nel 1870, divenne membro del Comitato centrale dei venti arrondissement municipali. Il 26 marzo 1871, fu eletto dal IV arrondissement di Parigi al Consiglio della Comune e sedette nella Commissione lavoro e scambio. Votò contro la costituzione del Comitato di Salute pubblica e firmò il manifesto della minoranza.
Durante la Settimana di sangue combatté sulle barricate e alla caduta della Comune si arrese ai tedeschi che lo consegnarono ai versagliesi. Nel gennaio del 1872 la corte marziale di Versailles lo condannò alla deportazione in Nuova Caledonia. Tornò in Francia all'amnistia parziale dei comunardi decretata nel gennaio del 1879. Non si conoscono il luogo e la data della sua morte.